# 穴居海参
穴居海参（学名：Holothuria inhabilis）为海参科海参属的动物。分布于阿拉伯、菲律宾、印度尼西亚、太平洋各岛、夏威夷群岛、澳大利亚以及中国大陆的西沙群岛等地，一般生活于珊瑚礁沙内。该物种的模式产地在夏威夷群岛。